# VfL Löningen
Der VfL Löningen ist ein Sportverein in der niedersächsischen Stadt Löningen im Landkreis Cloppenburg. Mit rund 2.300 Mitgliedern handelt es sich um einen der größten Sportvereine im Kreissportbund Cloppenburg und im gesamten Regierungsbezirk Weser-Ems.

## Geschichte
Offiziell wurde der Verein 1903 gegründet. Die darauffolgende Zeit kann in vier Abschnitte eingeteilt werden. Im Zeitraum der Gründerzeit bis zum Ersten Weltkrieg waren die sportlichen Aktivitäten des Vereins größtenteils auf die Turner zurückzuschreiben. Ballspiele wie Fußball oder Basketball waren in dieser Zeit eher irrelevant. Nach dem Beginn des Ersten Weltkrieges war der Sport im Verein fast vollkommen heruntergeschraubt worden. Erst nach der Kapitulation Deutschlands zeigte sich in der Nachkriegszeit das Interesse der Vereinsmitglieder zum Sport wieder.
Der Löninger Ballsportverein wurde im Jahr 1920 gegründet, der insbesondere im regen Punktspielbetrieb mit den Nachbarvereinen stand. In Zeiten des Zweiten Weltkrieges waren die sportlichen Aktivitäten vom Nationalsozialismus gefärbt, sodass die Organisation des Sportes von der NSDAP geregelt wurde. Nach dem Zweiten Weltkrieg war der Weg zum Sport zunächst sehr schwerfällig, da notwendige Sportgeräte oder ausreichende Sportanlagen fehlten. Nach geraumer Zeit wurde jedoch eine starke 1. Fußballmannschaft zusammengestellt, die in der Verbandsliga in den Jahren 1945–1948 spielte.
Im weiteren Verlauf der Vereinsgeschichte bildeten Fußballer im Jahr 1948 einen Vorstand, der zum Aufbau einer Vereinsführung dienen sollte. Neben der Fußballabteilung hatten sich in dieser Zeit eine Turnabteilung mit speziellem Kinderturnen, eine Faustballabteilung, eine Tischtennisabteilung und eine Fechtabteilung entwickelt. Mittlerweile sind Abteilungen wie Badminton, Baseball, Handball, Tanzen, Karate, Leichtathletik und Radsport hinzugekommen.

## Auszeichnungen
Im Jahr 2016 wurde der VfL Löningen in Hannover von dem Ministerpräsidenten Stephan Weil für „beispielhafte Vereinsarbeit“ mit der Niedersächsischen Sportmedaille belobigt. Diese Auszeichnung wurde durch die gesamte und omnipräsente Vereinsarbeit begründet. Der mitgliedshohe Verein im Weser-Ems-Bezirk biete in vielen verschiedenen Abteilungen Trainingsstunden an, die hauptsächlich von ehrenamtlichen Trainern durchgeführt würden.
Der Verein hat aus eigenen finanziellen Mitteln in Sporteinrichtungen investiert und national bedeutende Sportveranstaltungen wie die Deutschen Crossmeisterschaften ausgetragen.

## Sportarten

### Basketball
Die Basketballabteilung wird durch zahlreiche Mannschaften vertreten. Die zurzeit erfolgreichste Mannschaft ist die 1. Herrenmannschaft. Nach einer erfolgreichen Saison 2019/20 spielt die Mannschaft ab der nächsten Saison in der 2. Regionalliga Nord.
Die 2. Herren spielten in der Saison 2019/20 in der Kreisliga mit.
Die Damenmannschaft spielt in der Regionsliga.
Bei den Jugendmannschaften wird in männliche U18, männliche U14 und gemischte U12 aufgeteilt. Diese Mannschaften sammeln Wettkampferfahrung.

### Fußball
Die Fußballabteilung des VfL Löningen ist sowohl in Bezug auf die Altersklassen als auch auf die Anzahl der Mannschaften breit aufgestellt.

#### Jugendfußball
Der Jugendfußball stellt insgesamt 18 Mannschaften in der Saison 2019/2020. Bei den Jungen erstreckt es sich dort von der A- bis zu der G-Jugend. Bei den Juniorinnen hingegen sind Mannschaften angefangen in der B-Jugend bis einschließlich zur E-Jugend vorhanden.

#### Altherrenfußball
Die Erste Herrenmannschaft des VfL Löningen spielt zurzeit in der Kreisliga. Gleiches gilt für die Zweite Herrenmannschaft, die sich allerdings in der 3. Kreisklasse aufhält. Weiterhin gibt es noch zahlreiche Altherren-Mannschaften, die sich auf verschiedene Altersklassen erstrecken und aufgeteilt sind.

#### Damen
Die Damen des VfL Löningen spielen in der 1. Kreisklasse.

### HipHop und VideoClip Dance
Die Tanzabteilung des VfL Löningen ist zurzeit mit neun Tanzgruppen aufgestellt. Die Gruppe mit den ältesten Mitgliedern ist dabei „Trouble Spot“. Die Gruppen „L.I.B.“ und „Inspire“ decken die Altersgruppen 16–18 Jahre ab. Nachdem sich die Gruppe „Inspire“ bei den Westdeutschen Meisterschaften 2018 mit dem fünften Platz für die Deutschen Meisterschaften qualifiziert hatte, ertanzten diese sich dort in der Kategorie Junior-1-B-Reihe den fünften Platz. Die dort ebenfalls angetretene Gruppe „Let it Beat“ erreichte in der Kategorie Junior 2 auch den fünften Platz.
Mädchen im Alter von 11 bis 14 Jahren werden in den Gruppen „No Limit“, „Reality“ und „S.O.B.“ untergebracht. Die Gruppe Reality konnte im Mai 2018 ihren ersten großen Erfolg mit dem fünften Platz bei den Norddeutschen Videoclip- und HipHop-Meisterschaften in Posthausen feiern. Daraufhin folgten im Jahr 2020 Siege beim Oldenburger Street Dance Contest.
„The Dance Club“ besteht aus Mädchen im Alter von 9 bis 12 und „Little Divas“ werden von 7- bis 9-Jährigen vertreten. Die jüngste Tanzgruppe der Abteilung, die „Tanzmäuse“, besteht aus Mitgliedern im Alter von 5 bis 6 Jahren.
Zu den weiteren Erfolgen der Abteilung zählt das Duo in Form von Jessica und Jil Landwehr, das bei den Deutschen Meisterschaften in Mannheim 2019 in der Kategorie HipHop Juniors 2 den 5. Platz erreichten. Zuvor wurde das Duo Vizemeister bei den Norddeutschen Meisterschaften in Posthausen.
Eine der erfolgreichsten Tanzgruppen war „McDance“, die allerdings seit 2017 an keinen Wettkämpfen mehr teilnimmt. Neben zahlreichen vorderen Platzierungen bei jeglichen Dance-Contesten und Nord- und Westdeutschen Meisterschaften wurde die Gruppe zweifacher Deutscher Vizemeister im Jahr 2014 und 2015.
Weiterhin wurde die gesamte Tanzabteilung mit dem Förderpreis für hervorragende Nachwuchsarbeit im Jahr 2017 ausgezeichnet, der die überragende Ausbildungs-, Nachwuchs- und Breitensportarbeit unterstreicht.

### Leichtathletik
Die Leichtathletik-Abteilung des VfL Löningen wurde Anfang der 1960er Jahre gegründet. Insbesondere die Nachwuchsarbeit und das Team der Trainer, die über entsprechende Lizenzen verfügen, tragen zu den Erfolgen der Abteilung bei.
Im Jahr 2009 wurde die Stadt Löningen zum Landesstützpunkt des Niedersächsischen Leichtathletikverbandes gekürt. Weiterhin stiegen sie im Jahr 2015 zum Regionalen Leichtathletik-Leistungszentrum des NLV auf. Zudem trug die Abteilung neben zahlreichen Hallen- und Stadionsportfesten auch national relevante Meisterschaften, wie die Deutschen Crosslauf-Meisterschaften 2011 und 2014, aus.
Die zahlreichen Mitglieder der Abteilung bewegen sich sowohl auf Breiten- als auf Leistungssportniveau. Unter den Mitgliedern gibt es zahlreiche Deutsche Meister, Norddeutsche Meister und Landesmeister.
Insbesondere hervorzuheben ist die Athletin Lea Meyer, die sehr erfolgreich im Laufbereich tätig ist. Bereits mit 14 Jahren begann sie ihre Karriere als Leistungssportlerin. Die im Jahr 1997 geborene Sportlerin holte sich 2012 und 2013 bei den Deutschen Jugendmeisterschaften den Titel im 1500-Meter-Lauf und 1500 Meter Hindernis. Daraufhin folgten zahlreiche weitere Erfolge bei nationalen Meisterschaften. Zu ihren bisher größten Erfolgen zählt ihr 2. Platz bei den Deutschen Meisterschaften 2020 über 3000 Meter Hindernis, der 5. Platz über die gleiche Strecke bei den U23-Europameisterschaften und das Mannschaftsgold bei den Crosslauf-Europameisterschaften.
Eine weitere nennenswerte Athletin ist Anna-Sophie Drees, die sowohl auf der Hindernisstrecke, aber insbesondere auf den Langstrecken aktiv ist. Neben vielen vorderen Platzierungen bei national relevanten Meisterschaften zählt zu ihren größten Erfolgen ihre Teilnahme bei der U18-Europameisterschaft im Jahr 2018. Die Athletin startet seit 2020 allerdings für den TSV Bayer 04 Leverkusen.
Weiterhin zählt Xenia Krebs zu den erfolgreichen Mittelstrecklern des VfL Löningen. Bislang zwar nur auf nationaler Ebene aktiv, hat sie dort allerdings schon zahlreiche vordere Platzierungen bei Landesmeisterschaften erreicht. Zudem hat sie bei den Deutschen Meisterschaften 2020 überraschend durch eine deutliche Steigerung ihrer Bestzeit das Finale über 800 Meter erreicht.

### Schwimmen
Die Schwimmabteilung des VfL Löningen ist die jüngste Abteilung des Vereins. In der Trainingsaufteilung wird in einer Fortgeschrittenengruppe und einer Gruppe mit jüngeren Kindern aufgeteilt.

### Tennis
Die Tennisabteilung des VfL Löningen wurde im Frühjahr 1970 gegründet. Mittlerweile umfasst die Abteilung rund 450 Mitglieder. Es gibt sowohl eine 1. und 2. Damen-Mannschaft, weiterhin aber auch eine Damen-40-Mannschaft.
Bei den Männern bestehen zwei Herren-30-Mannschaften, wobei ein Team in der Regionsliga spielt. Zudem gibt es eine Herren-40- und eine Herren-55-Mannschaft, die erfolgreich in der Nordliga Gruppe A spielt.

### Volleyball
Die Volleyballabteilung des VfL Löningen ist breit aufgestellt.
Die 1. Damenmannschaft zeigt sich als erfolgreichstes Team der Abteilung, nachdem sie im Jahr 2020 ohne Niederlage weiterhin in der Verbandsliga starten.
Die 2. Damenmannschaft startete in der jüngsten Saison 2019/20 weiterhin in der Bezirksklasse.
Die 3. Damenmannschaft startete nach dem Aufstieg in der neuen Saison in der Kreisliga.
Weiterhin wurde in der Saison 2019/20 eine 4. Damenmannschaft zusammengestellt, die in der Kreisklasse spielt.
Bei den Herren ist die Anzahl der Mannschaften etwas reduzierter. Die 1. Herrenmannschaft hat zum Ende der letzten Saison erfolgreich den Klassenerhalt in der Bezirksliga erfüllt.
Die 2. Herrenmannschaft hat in der letzten Saison 2019/20 die Meisterschaft in der Kreisliga erlangt, mit der sie jetzt in der Bezirksklasse spielen dürfen.
Neben den Mannschaften der Erwachsenen gibt es auch Mannschaften der männlichen und weiblichen Jugend, die allmählich am Wettkampfbetrieb teilnehmen.

### Weitere Sportarten
Neben den bereits vorgestellten Sportarten können zusätzlich noch Sportarten wie Badminton, Baseball, Faustball, Handball, Karate, Radsport, Tischtennis und Turnen ausgeübt werden.